# Mahmud Ahmed
Mahmud Ahmed (în limba amharică:መሀሙድ አህመድ s-a născut la 8 mai1941 la Addis Abeba) este cântăreț etiopian, originar din etnia semită etiopiană guraghe.
  
El a câștigat popularitate în Etiopia anilor 1970 și apoi în diaspora etiopiană în anii 1980, căpătând o faimă internațională.Repertoriul său, cuprinde, asemenea celui al altor cântăreți din țara sa, atât muzică tradițională etiopiană, cât și muzică modernă acompaniată de instrumente aduse din Occident.
Mahmud Ahmed s-a născut în 1941 în cartierul Mercato din Addis Abeba, și din copilărie a fost captivat de muzica pe care o difuza radioul etiopian. A avut dificultăți cu învățătura în școală, și a muncit din copilărie, între altele ca lustragiu. Mai târziu a devenit muncitor de întreținere si zugrav, apoi bucătar, la Clubul Arizona, care, din anul 1962, era locul de întâlnire al membrilor Orchestrei Gărzii împăratului Haile Selassie I.Într-o noapte, când orchestra nu s-a produs, Mahmud a cerut voie să cânte el câteva cântece. Îndată după aceea a fost primit ca membru permanent al trupei, până în anul 1974.
După ce în 1971 a scos primul său single   "Nafqot New Yegodagn"/"Yasdestal" împreună cu orchestra „Venus Band”, Mahmud Ahmed a continuat să înregistreze discuri împreună cu mai multe grupuri instrumentale, pentru casele de discuri Amha și Kaifa.
În afară de genurile muzicale locale, El admira și muzica venită din străinătate, a lui Elvis Presley,James Brown, Sam Cooke, Pat Bone, Ray Charles etc.
Detronarea împăratului Haile Selassie și suspendarea vieții de noapte de către regimul militar și apoi al dictaturii comuniste a avut repercusiuni asupra industriei muzicale în țară.  Și Orchestra Gărzii Imperiale a fost dizolvată odată cu garda. Mahmud Ahmed a continuat, însă, să înregistreze casete și discuri, în compania multora dintre muzicieni, care rămăseseră în țară, ca de pildă formațiile Dahlack Band și Ibex Band. A înregistrat și casete solo, acompaniindu-se cu krar, ghitară sau mandolină.
Cenzura nu a permis muzicianului să mai înregistreze discuri de vinil și el a trecut cu totul la înregistrarea de casete audio.În anii 1980 Mahmud Ahmed a avut propriul său magazin de muzică „Mahmud Music Shop” în cartierul Piazza din Addis Abeba, continuându-și și cariera de solist. Exista posibilitatea de a cânta în lobbyurile hotelurilor.  Plecând în exil împreună cu multe mii de conaționali, Mahmud Ahmed a făcut un turneu prin Statele Unite, împreună cu Wallias Band, Gétatchew Kassa și Webeshed Fisseha. A înregistrat împreună cu Roha Band și a devenit deosebit de popular în rândurile comunităților etiopiene din lume.
În 1986 casa de discuri Crammed Discs din Belgia a produs  colecția de discuri „Ere Mela Mela” , bazată pe doua LP pe care Mahmud le-a înregistrat în urmă cu zece ani, în 1975, la Addis Abeba cu Ibex Band. Această colectie, ca și seria de CD „Éthiopiques” editată de Buda Musique, a adus cântărețului o faimă internațională pe scena „muzicii world”. Au urmat înregistrări cu formația Either/Orchestra din Boston și Badume's Band, turnee pe tot mapamondul.
În 2007 Mahmud a câștigat un premiu al BBC pentru World Music.

## Discografie selectivă
- Almaz with Ibex Band (1973 LP; reapărută pe CD în 1999 sub numele Éthiopiques Volume 6, Buda Musique 829792)
- Alèmyé (1974 LP, reapărută pe CD în 2005 sub numele Éthiopiques Volume 19, Buda Musique 860106)
- Erè Mèla Mèla (1975 LP, reapărută în Crammed Discs în 1986 cu extra tracks, remixate, extinse and reeditate pe CD în 2000 sub numele Etiopiques Volume 7, Buda Musique 829802)
- Soul of Addis (1997, Earthworks/Stern's Africa STEW35CD)
- Slow Collections (1998, Sounds of Abyssinia SAC-022)
- Live In Paris (1998, Long Distance 302671)
- Yitbarek (2003, Yene Production 77414, redifuzat de Nahom Records în 2007)
- Tizita Vol. 1 (The Best of...) (2003, AIT Records AIT-10304)
- Tizita Vol. 2 (The Best of...) (2003, AIT Records AIT-10305)
- Ethiogroove: Mahmoud Ahmed & Either/Orchestra (2007, EthioSonic DVD)
- Éthiopiques Live: Mahmoud Ahmed, Alemayehu Eshete & Badume's Band (2009, Innacor DVD)
- Éthiopiques 26: Mahmoud Ahmed & Imperial Bodyguard Band, 1972-1974 (colecție de singles difuzate de Philips label)